# Трійчастий вузол
Трійчастий вузол (лат. ganglion trigeminale), або півмісяцевий вузол (лат. ganglion semiulnare), або гассерів вузол, чи вузол Гассера — це чутливий вузол трійчастого нерва. Він утворений тілами псевдоуніполярних нейронів, дендрити яких утворюють три основні гілки нерва — очну, верхньощелепну та нижньощелепну (чутливу частину), а аксони утворюють чутливий корінець (лат. radix sensoria) трійчастого нерва. Вузол розташований на трійчастому втисненні (лат. impressio trigemini) скроневої кістки, в розширенні твердої оболони головного мозку — трійчастій порожнині (лат. cavum trigeminale), або порожнині Меккеля. Ушкодження трійчастого вузла, за винятком рідкісних випадків, веде до зникнення чутливої іннервації в ділянці трьох гілок трійчастого нерва. Також часто до гіпестезії додаються герпетичні висипання. Власне з герпесвірусами у вузла «особливі» стосунки: згідно із однією версією віруси персистують в чутливих вузлах, в тому числі і у трійчастому, і, таким чином, уникають контакту з імунною системою.